# 太陽坪郷
太陽坪郷（たいようへいきょう）は中華人民共和国湖南省懐化市靖州ミャオ族トン族自治県の郷。

## 行政区画
- 太陽坪村
- 貫堡渡村
- 朱戈村
- 壠頭村
- 金灘村
- 古村
- 沙渓村
- 新建村
- 星寨村
- 八竜村
- 土渓村
- 吉利寨村
- 地芒村
- 竹寨村

## 経済

### 名物・特産品
- ミカン属
- クリ属

## 地理
太陽坪郷は靖州ミャオ族トン族自治県北部に位置し、北及び西北は会同県と、東は甘棠鎮と、西は坳上鎮と、南は渠陽鎮とそれぞれ接している。
- 河川：渠水
- 湖：宗沖水庫
- 山：車子界（552メートル）、大山北（504メートル）

## 交通

### 鉄道
- 焦柳線

### 道路
- 国道G209
- G65包茂高速道路